# Canada ved sommer-OL 1908
Canada ved sommer-OL 1908. 87 sportsudøvere fra Canada deltog i elleve sportsgrene, brydning, fægtning, atletik, lacrosse, roning, skydning, udspring, svømning, cykling, tennis og gymnastik under Sommer-OL 1908 i London. Canada kom på ottendepladsen med tre guld-, tre sølv- og ti bronzemedaljer. 

## Medaljer
| 1908 London | Guld | Sølv | Bronze | Total |
| Canada      | 3    | 3    | 10     | 16    |

## Medaljevinderne
| Canada under OL 1908 London | Canada under OL 1908 London | Canada under OL 1908 London | Canada under OL 1908 London | Canada under OL 1908 London      |
| Medaljer                    | Udøver | Sport                       | Øvelse                      | Resultat                         |
| --------------------------- | --- | --------------------------- | --------------------------- | -------------------------------- |
| Guld                        | Bobby Kerr | Atletik                     | 200 meter                   | 22,6                             |
| Guld                        | Walter Ewing | Skydning                    | Trap                        | 72                               |
| Guld                        | Patrick Brennan John Broderick George Campbell Angus Dillon Frank Dixon Richard Duckett J. Fyon Tommy Gorman Ernest Hamilton Henry Hoobin A. Mara Clarence McKerrow D. McLeod George Rennie Alexander Turnbull | Lacrosse                    | Lacrosse                    | Finale: · 14 - 10 Storbritannien |
| Sølv                        | George Beattie | Skydning                    | Trap                        | 60                               |
| Sølv                        | John Garfield MacDonald | Atletik                     | Trespring                   | 14,76                            |
| Sølv                        | George Beattie Walter Ewing Mylie Fletcher Donald McMackon George Vivian Arthur Westover | Skydning                    | Trap, holdskydning          | 405                              |
| Bronze                      | Edward Archibald | Atletik                     | Stangspring                 | 3,58                             |
| Bronze                      | Calvin Bricker | Atletik                     | Længdespring                | 7,08                             |
| Bronze                      | Aubert Côté | Brydning                    | Bantamvægtvægt, fristil     |                                  |
| Bronze                      | Bobby Kerr | Atletik                     | 100 meter                   | 11,0                             |
| Bronze                      | Con Walsh | Atletik                     | Hammerkast                  | 48,51                            |
| Bronze                      | Norway Jackes Frederick Toms | Roning                      | Toer uden styrmand          |                                  |
| Bronze                      | William Anderson Walter Andrews Fred McCarthy William Morton | Cykling                     | 4000 meter                  | 2.18,6                           |
| Bronze                      | Gordon Balfour Becher Gale Charles Riddy Geoffrey Taylor | Roning                      | Firer uden styrmand         |                                  |
| Bronze                      | Charles Crowe William Eastcott Harry Kerr Dugald McInnis William Smith Bruce Williams | Skydning                    | Armégevær holdkonkurrence   | 2439                             |
| Bronze                      | Argonaut R.C. Toronto Gordon Balfour Becher Gale Irvine Robertson Julius Thomson Geoffrey Taylor Douglas Kertland Walter Lewis Charles Riddy Joseph Wright                                                     | Roning                      | Otter                       |                                  |